# Marvin Torvic
Marvin Grégory Edward Torvic (Sinnamary, 5 gennaio 1988) è un calciatore francese di origini guianesi, centrocampista della Selezione della Guyana francese, giocatore dell'Etoile Matoury.

## Caratteristiche tecniche
Centrocampista difensivo, può giocare anche come difensore centrale.

## Carriera

### Club
Comincia a giocare negli Stati Uniti, al Newberry Wolves. Nel 2010 si trasferisce in Francia, al Lorient 2. Nel 2011 passa al Sinnamary, club della Guyana francese. Nel 2013 viene acquistato dal Kemi, squadra finlandese. Nel 2014 si trasferisce in Germania, al Norimberga II. Nell'estate 2014 viene acquistato dal Rosenheim 1860. Nel 2015 passa al Matoury, in Guyana francese. Al termine della stagione rimane svincolato. Il 15 ottobre 2016 viene ingaggiato dal Campobasso. Il 30 gennaio 2017 rimane svincolato. Il 1 marzo torna in Guyana al Matoury e per la stagione successiva all'Étoile Matoury.

### Nazionale
Ha debuttato in Nazionale il 10 ottobre 2012, in Guyana francese-Trinidad e Tobago (1-4). Ha messo a segno la sua prima rete con la maglia della Nazionale il 25 marzo 2015, in Guyana francese-Honduras (3-1), in cui ha siglato la rete del momentaneo 1-1 su assist di Neki Adipi. Nel 2017 viene inserito nella lista dei convocati per la Gold Cup 2017.